# پراید
پراید (به انگلیسی: Pride) خودرویی است که توسط شرکت کیا موتورز در کره جنوبی تولید شد. تولید این خودرو در ایران از سال ۱۳۷۲ توسط شرکت سایپا در دو مدل سدان و هاچ‌بک تحت عنوان «صبا» و «نسیم» آغاز شد.
خاستگاه نخستین خودرو پراید، مدل فورد فستیوای ساخت کشور آمریکا است.
مدل‌های اولیه پراید از خودروهای مزدا ۱۲۱ و فورد فستیوا گرفته شد و سپس توسط شرکت کیا موتورز با تغییراتی در کره جنوبی ساخته شد ولی به دلیل نبود ایمنی لازم نتوانست مجوز صادرات به آمریکا و اروپا را بگیرد.
پراید در ایران به دلیل پایین بودن هزینه ساخت و قطعات جانبی، سال‌ها پرفروش‌ترین خودروی ایران بود اما با مقایسه فناوری خودروهای جدید با قیمت کمتر در کشورهای خارجی برای مثال مدل‌های هیوندای اکسنت، شورلت آویو، فورد فیستا، تویوتا یاریس، هوندا فیت، کیا فورت و نیسان سنترا باعث انتقادات فراوانی به این خودرو در سال‌های گذشته شده است. پس از سال‌ها جدال بر سر این خودرو، تولید پراید در تیرماه ۱۳۹۹ متوقف شد.
پراید در ایران برای بیش از ۲۰ سال آن هم در مدل‌های مختلف تولید شده است. مدل‌های مختلف پراید در ایران شامل دو مدل سدان ۱۳۱ و ۱۳۲، یک مدل هاچ‌بک ۱۱۱، یک مدل لیفت‌بک با نام ۱۴۱، و یک مدل وانت با نام ۱۵۱ می‌شوند. علاوه بر این مدل ۱۳۱ پیش از تغییر طراحی داخلی و بروزرسانی‌های جزئی در نمای بیرونی، با نام سایپا صبا شناخته می‌شد و مدل هاچ‌بک آن که سپس با مدل ۱۱۱ جایگزین شد نیز سایپا نسیم نام داشت.
بنابر اعلام شرکت سایپا تولید مدل‌های ۱۳۲، ۱۱۱ و ۱۳۱ به‌ترتیب در دی ۱۳۹۸، اردیبهشت ۱۳۹۹ و تیر ۱۳۹۹ متوقف شد و خودروهای تیبا، ساینا و کوییک جایگزین مدل‌های پراید شد.
سازمان پزشکی قانونی ایران خودروهای خانواده پراید را رکورددار آمار تلفات حوادث رانندگی دانسته است.

## تاریخچه

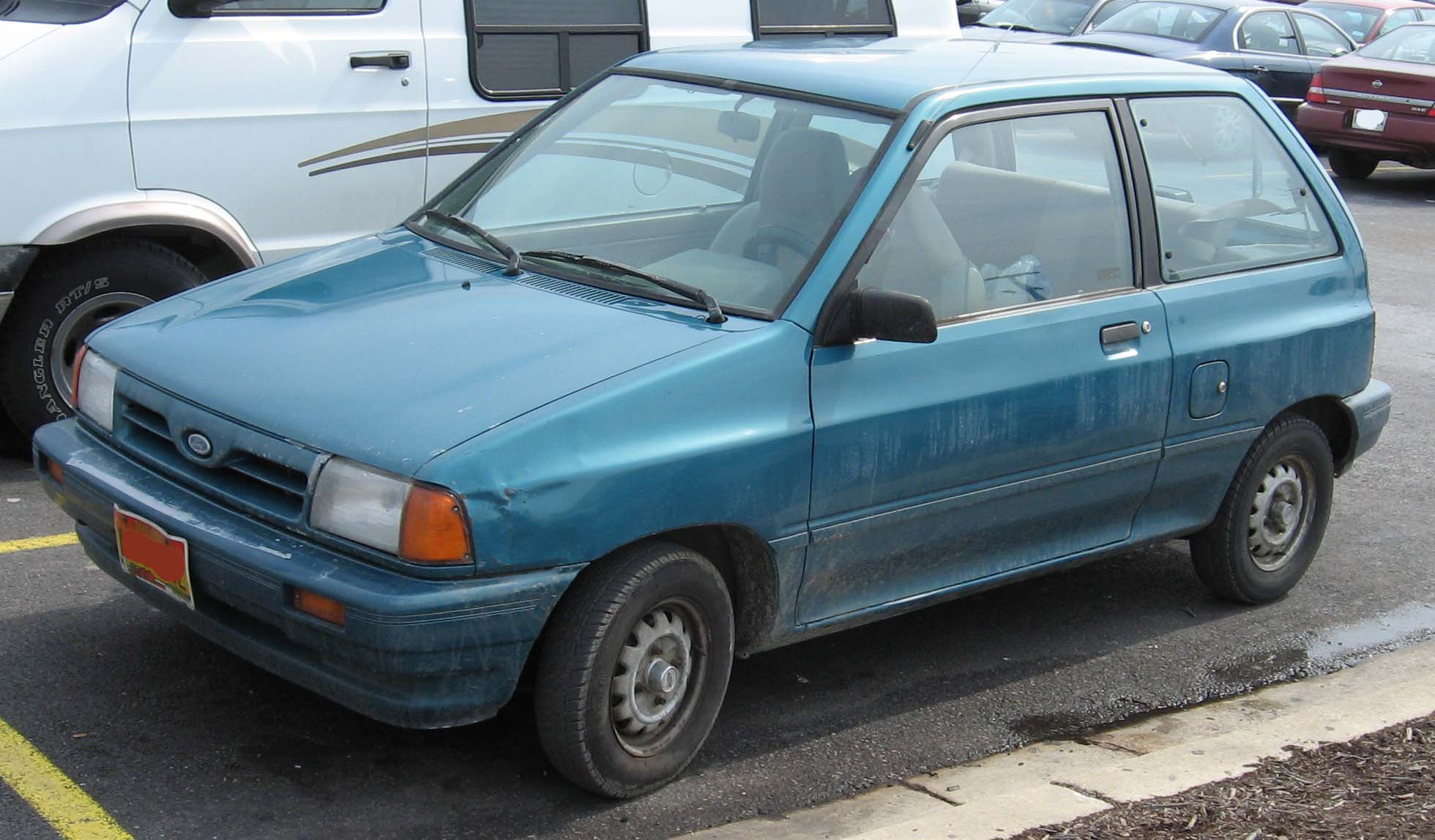
فورد فستیوا

پراید در اصل در شرکت مزدا ژاپن با سفارش فورد طراحی شد. هاچ‌بک سه در طراحی و ساخته شده توسط مزدا در فوریه ۱۹۸۶ در ژاپن با نام «فورد فستیوا» و با موتورهای ۱٫۱ و ۱٫۳ لیتری عرضه شد. فستیوا یک خودروی دیفرانسیل جلو بود و مکانیک‌های آن شامل تعلیق مستقل جلو با استرات، فنرهای مارپیچ و آنتی رول بار و همچنین سیستم تعلیق میله پیچشی در عقب بود. فستیوا در سال ۱۹۸۹ فیس‌لیفت شد و در جریان فیس‌لیفت طراحی جلوپنجره و چراغ عقب آن تغییر کرد.

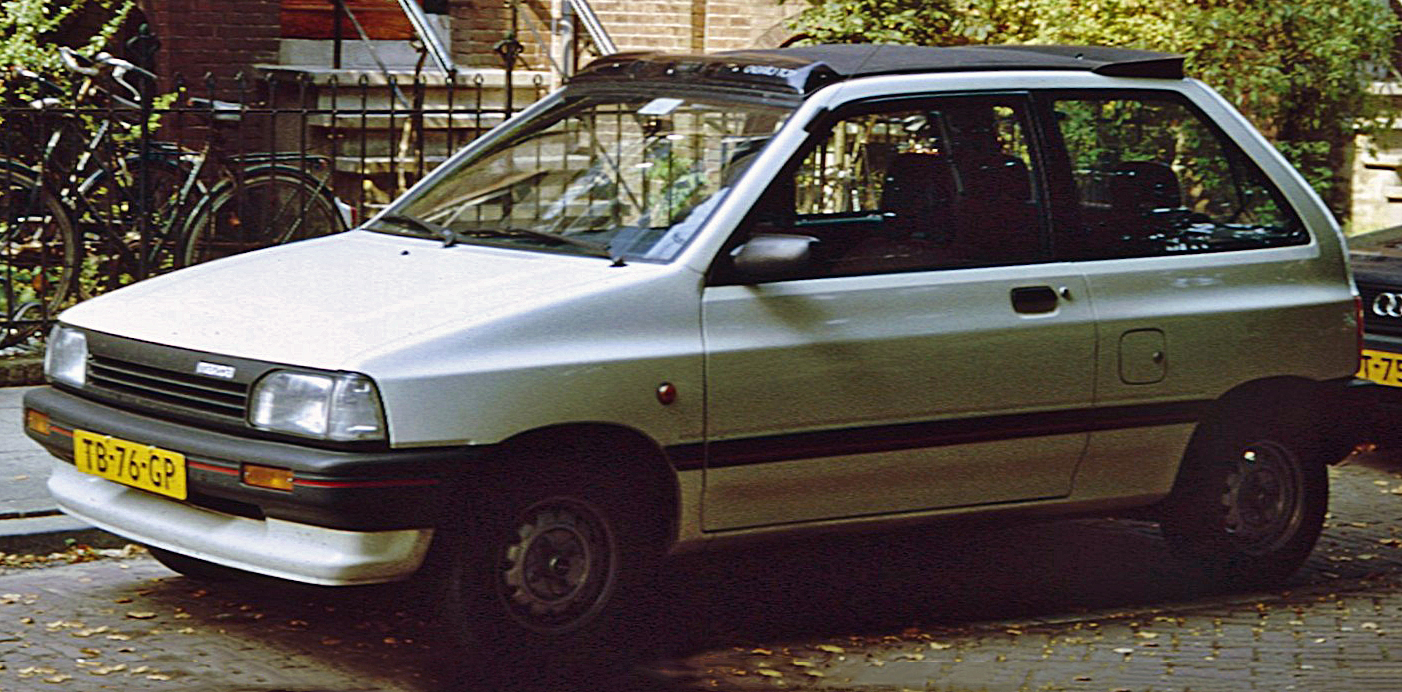
مزدا ۱۲۱ مدل ۱۹۸۹

مزدا در سال ۱۹۸۷ شروع به تولید فستیوا با نام «مزدا ۱۲۱» برای بازارهای استرالیا و اروپا کرد؛ اما این مدل هرگز در ژاپن به فروش نرسید. مدل استرالیایی ۱۲۱ به موتور ۱٫۳ لیتری B3 مجهز شده بود که با یک جعبه‌دنده پنج سرعته دستی جفت می‌شد. بازارهای اروپایی نیز موتور ۱٫۱ لیتری B1 با قدرت ۵۵ اسب بخار متری (۴۰ کیلووات) را با جعبه‌دنده چهار سرعته دستی دریافت کردند. تولید ۱۲۱ در سال ۱۹۹۰ متوقف شد و شعبه استرالیایی مزدا به‌طور رسمی در فوریه ۱۹۹۱ پایان تولید این خودرو را اعلام کرد.

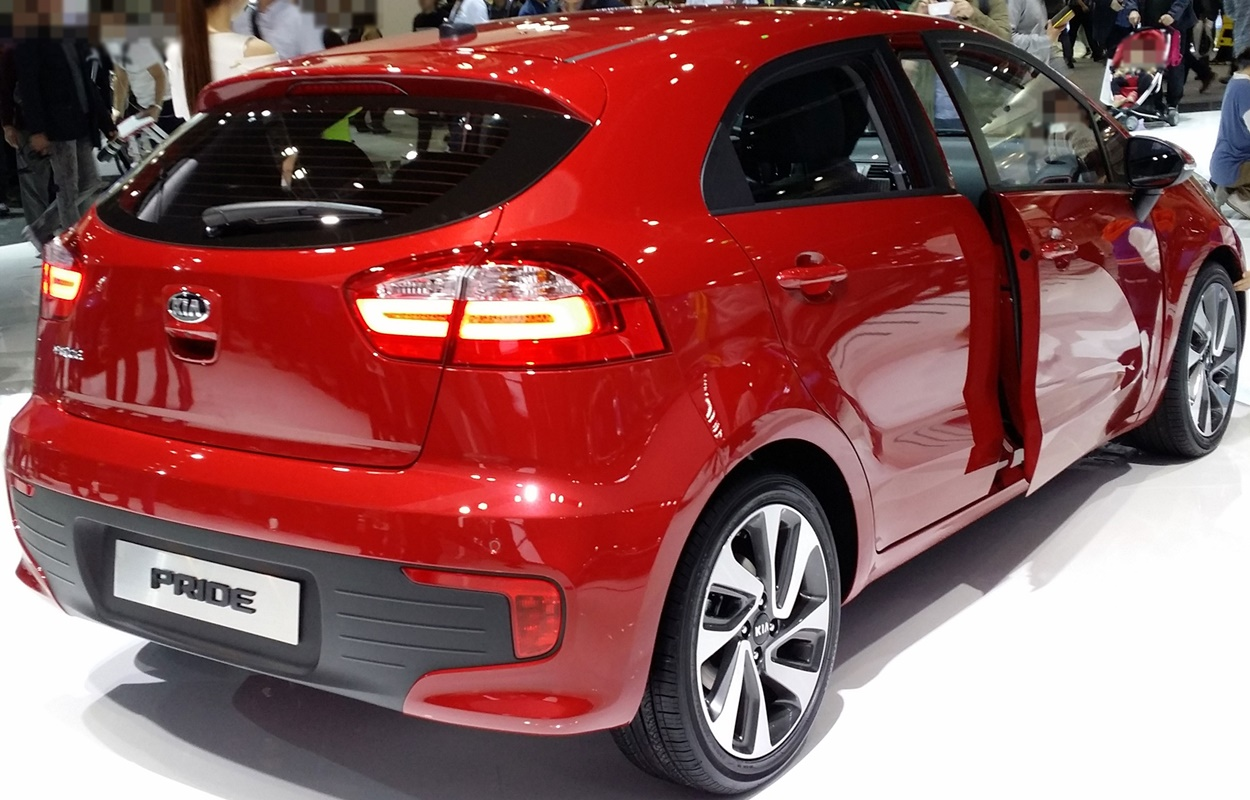
مدل ۲۰۱۴ با نام نیو پراید (پراید جدید)، محصول کیا، ساخت کره جنوبی، در نمایشگاه خودرو سئول.

در اواسط سال ۱۹۸۶، یکی دیگر از شرکای فورد، کیا موتورز در کره جنوبی، تولید فستیوا را تحت لیسانس فورد و با نام «کیا پراید» آغاز کرد. فستیوا با نشان کیا پراید از مارس ۱۹۸۷ تا ژانویه ۲۰۰۰ توسط کیا موتورز در کره جنوبی تولید شد. همچنین از اواخر سال ۱۹۸۷ برای مدل سال ۱۹۸۸، کیا صادرات این خودرو به ایالات متحده را تحت نام «فورد فستیوا» آغاز کرد. فروش در کانادا در ژانویه ۱۹۸۹ آغاز شد و این خودرو از طریق فورد و همچنین نمایندگی‌های مرکوری فروخته می‌شد.
پراید در قالب سدان چهار در (در تیپ‌های ال‌ایکس، جی‌تی‌ایکس و بتا) و همچنین هاچ‌بک سه و پنج در (سی‌دی-۵) و استیشن واگن پنج در فروخته شد. پراید اصلی فقط به عنوان یک هاچ‌بک سه در در دسترس بود، در حالی که مدل پنج در در ژوئن ۱۹۸۸ و استیشن پنج در در فوریه ۱۹۹۲ اضافه شد. در نوامبر ۱۹۹۳، پراید یک فیس لیفت جزئی دریافت کرد و تولید نیز به کارخانه گوانگژو، زیرمجموعه کیا آسیا موتورز منتقل شد، زیرا کیا روی آولا جدید (فورد اسپایر) تمرکز کرد. قبل از آن که تولید مزدا ۱۲۱ در اواخر سال ۱۹۹۰ متوقف شود، خودروهای دارای نشان کیا فقط به برخی از بازارهای درجه سوم صادر می‌شدند. پراید در سال ۱۹۹۹ با کیا ریو جایگزین شد و در سال ۲۰۰۱ خط تولید آن به سایپا فروخته شد.
شرکت سایپا با ایجاد زنجیره‌ای از قطعه‌سازان فنی در گروه سایپا و با حمایت از قطعه‌سازان بخش خصوصی سعی در بومی‌سازی تولید خودروی پراید نمود و آن را با نام‌های نسیم (پراید هاچ‌بک)، صبا (پراید سدان)، سفری (پراید استیشن)، سایپا ۱۳۲، سایپا ۱۳۱، سایپا ۱۱۱، سایپا ۱۴۱ و وانت پراید (سایپا ۱۵۱) در ایران عرضه کرد.
اکبر هاشمی رفسنجانی رئیس‌جمهور سابق ایران در دفتر خاطرات روزانهٔ خود در ۳ شهریور ۱۳۷۲ نوشته است که «ساعت هشت صبح به کارخانهٔ [خودروسازی] سایپا رفتم. [هادی نژادحسینیان] وزیر صنایع سنگین و مدیرعامل توضیحات دادند؛ مخصوصاً در مورد دو اتومبیل کوچک جدید صبا و نسیم [پراید] که با تکنولوژی [شرکت کیا] کره جنوبی با ۵۰ درصد تولید داخلی ساخته‌اند. با [مصرف] سوخت ۶٫۳ لیتر در صد کیلومتر، ماشین خوب و نسبتاً ارزانی است».
در زمستان سال ۱۳۸۹ شرکت سایپا محصولات خود را بر پایه سکوی پراید متوقف نمود و تولید بر اساس سکوی X100 را آغاز کرد و محصولات خود را با نام‌های جدید:سایپا ۱۱۱، سایپا ۱۳۱، سایپا ۱۳۲ و سایپا ۱۴۱ و سایپا ۱۵۱ تولید می‌کرد.
شرکت کیا موتورز نسل‌های دوم و سوم کیا ریو را در بعضی از بازارها با نام پراید عرضه کرد. قوی‌ترین موتور نسل سوم ریو ۱٫۶ لیتر حجم، ۱۳۸ اسب بخار قدرت و ۱۶۷ نیوتن متر گشتاور دارد. در اکتبر ۲۰۲۴، به مناسبت هشتادمین سالگرد تأسیس کیا، نسل اول پراید با یک گیربکس دستی و یک پوشش تازه از رنگ سفید با روکش «سفید صدفی» به یک خودروی برقی تبدیل شد. این خودرو در یک دستگاه ساخته شد و به فروش عمومی نرسید.

## مدل‌ها

### صبا و نسیم

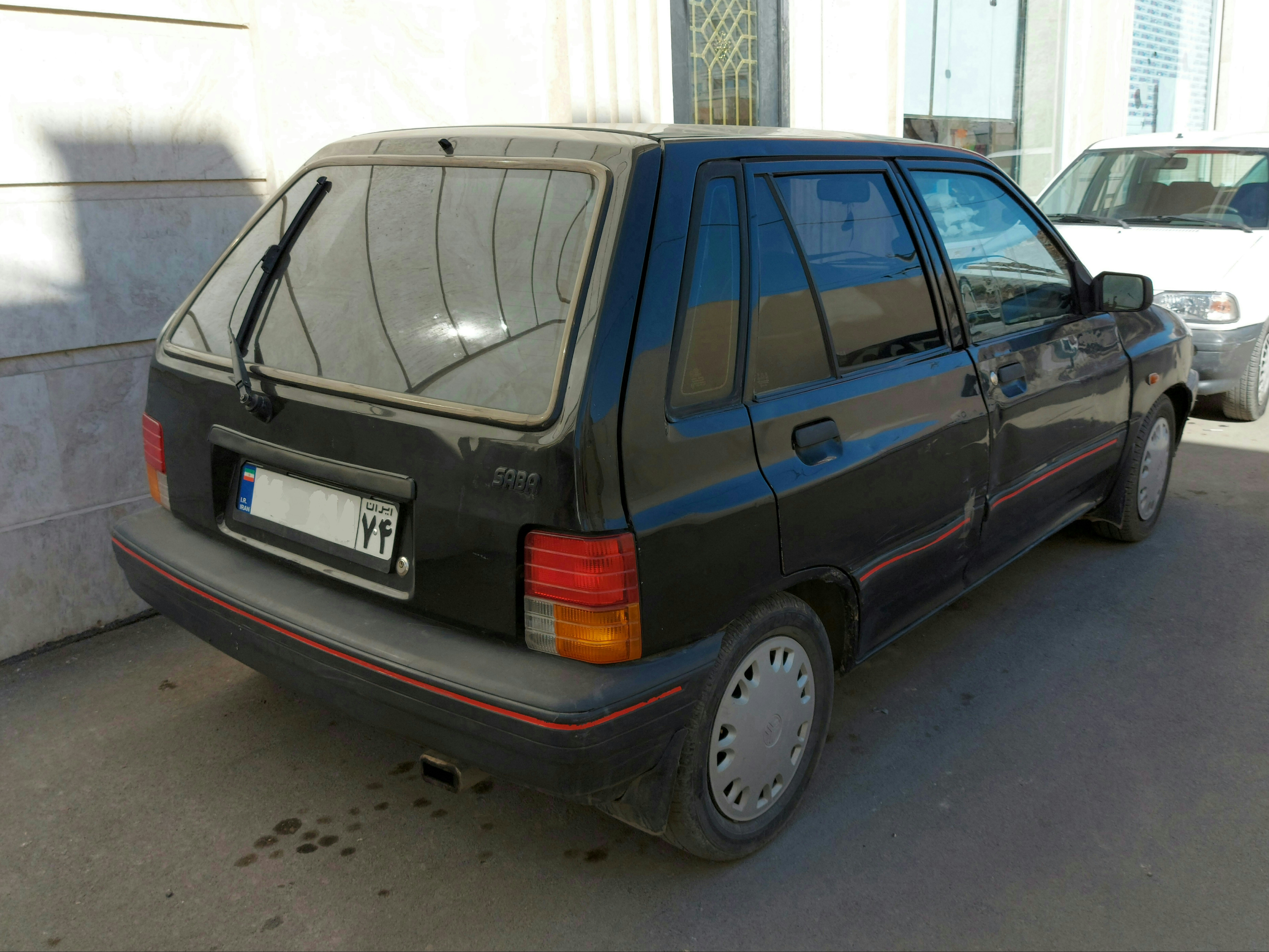
سایپا نسیم

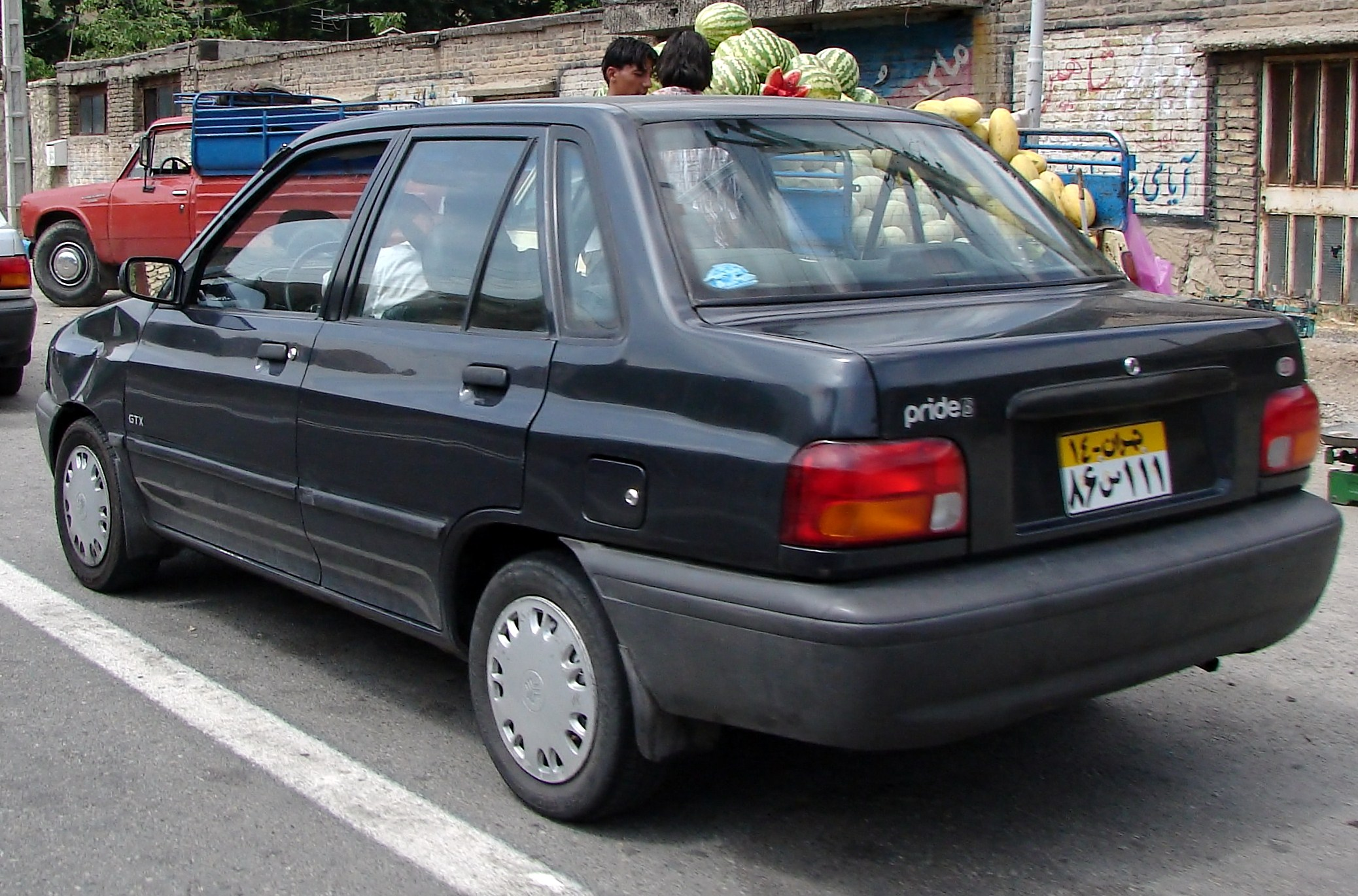
سایپا صبا

دو نسخه ابتدایی پراید که در ابتدای ورود به ایران تا سال ۱۳۸۲ با برند کیا تولید شدند و از سال ۱۳۸۴ مُهر سایپا بر پیشانی شان حک شد. تولید این دو مدل در سال ۱۳۸۹ به اتمام رسید و پیکره و پلتفرم دیگر مدل‌ها به گونه‌ای همین صبا و نسیم‌اند. در حد فاصل سال‌های ۱۳۸۱ تا ۱۳۸۲ سایپا تعدادی پراید صبا تولید کرد که مجهز به گیربکس ۳ سرعتهٔ اتوماتیک بودند.

### سفری

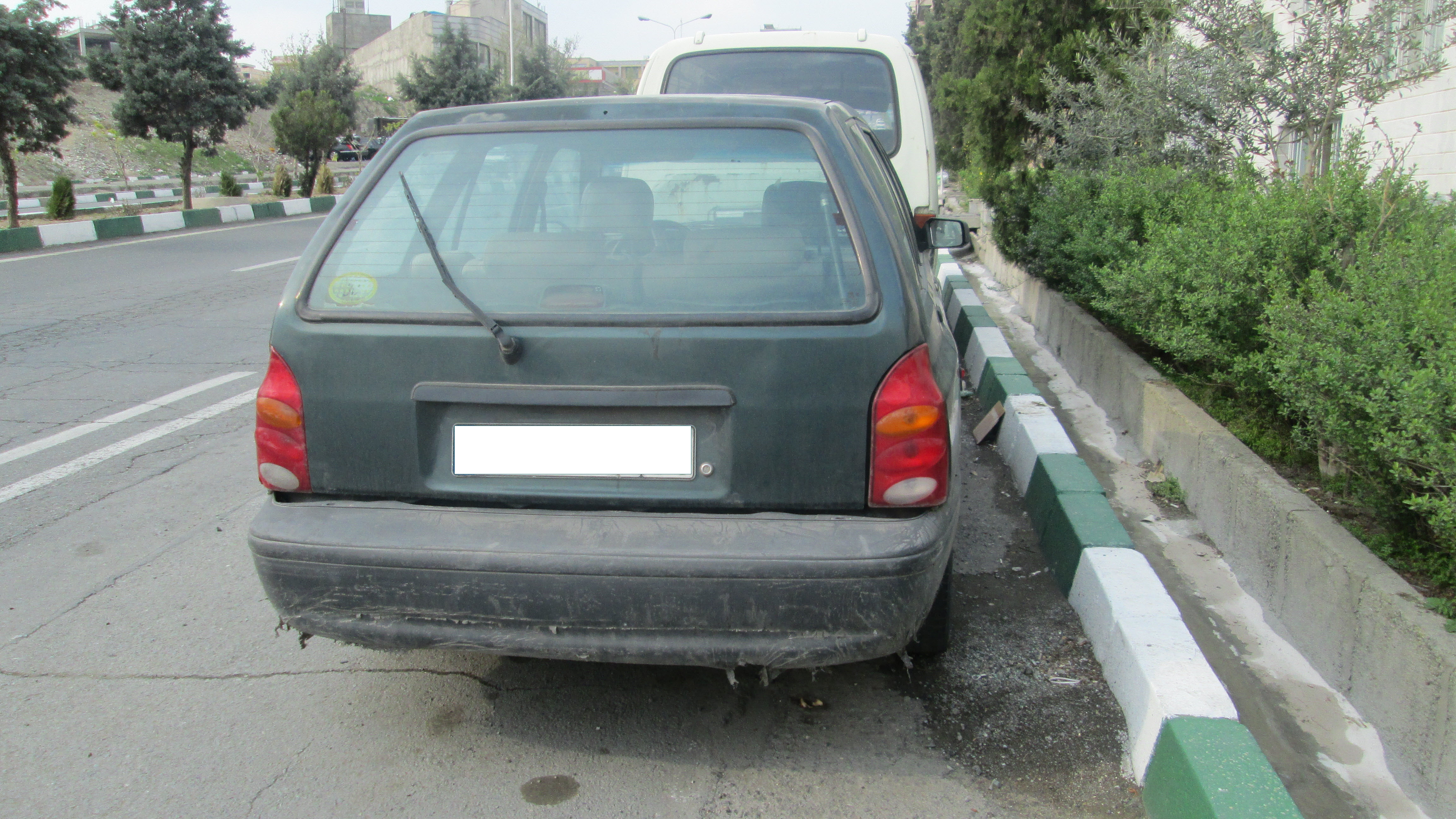
سایپا سفری

در سال ۱۳۷۹ سایپا تصمیم گرفت نسخهٔ استیشنی از پراید را تولید کند. پراید استیشن که سفری نام‌گرفته بود، نخستین تغییر ایجادشده بر روی پراید محسوب می‌شد. پراید سفری در بخش جلو کاملاً مشابه پراید معمولی بود و تنها در بخش عقب از چراغ‌های جدیدی بهره می‌برد؛ اما علیرغم تبلیغات رسانه‌ای گسترده برای این خودرو و همین‌طور برخورداری از صندوق بار جادار، به دلیل کم طرفدار بودن خودروهای استیشن در ایران، پراید سفری با استقبال سردی مواجه شده و تولید آن چند سال بعد و پس ساخت شمار اندکی متوقف شد.

### سایپا ۱۱۱

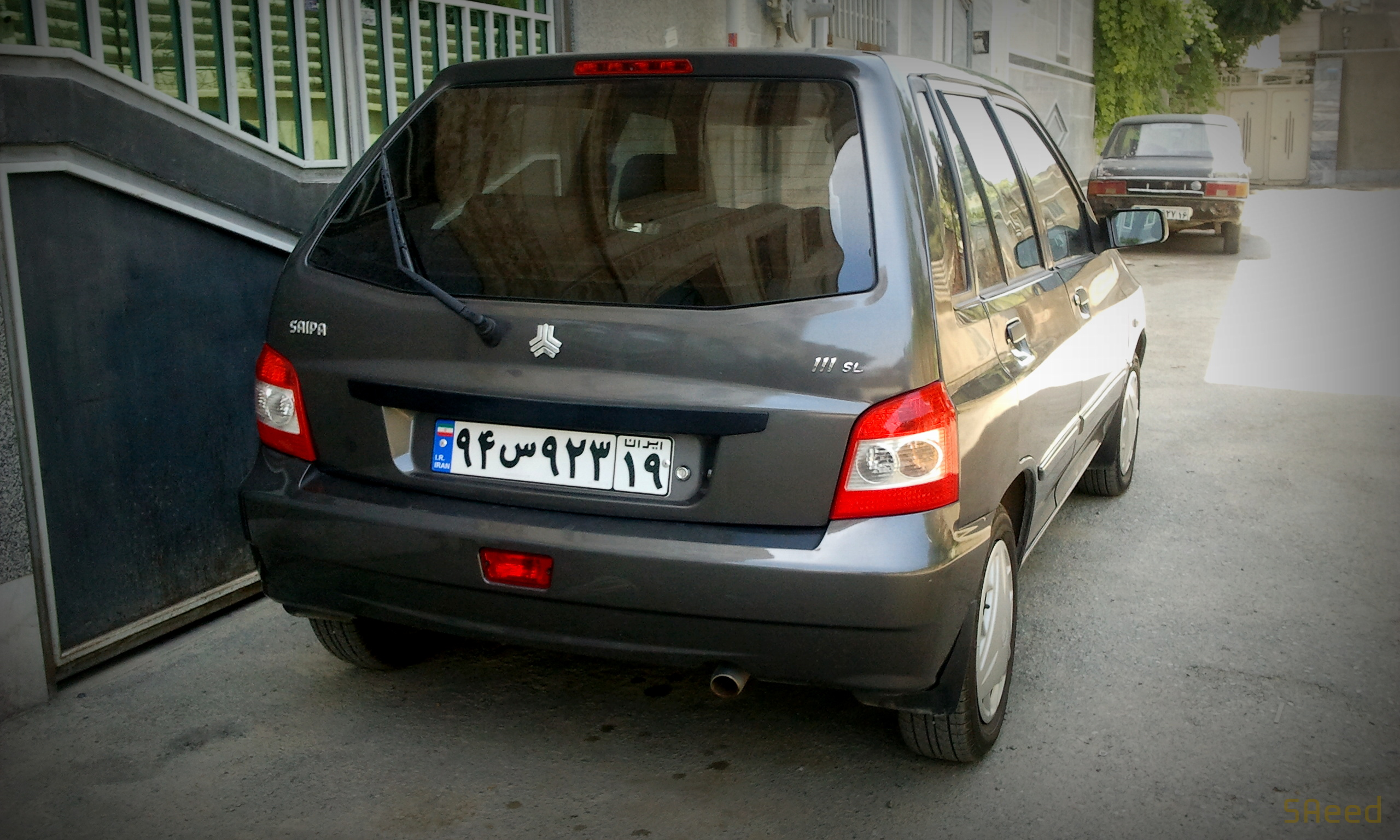
سایپا ۱۱۱

سایپا ۱۱۱ (مروارید) در اصل مدل هاچ‌بک سایپا ۱۳۲ است که در ۲۳ دی ۱۳۸۸ از آن رونمایی و از سال ۱۳۸۹ روانهٔ بازار شد. سایپا با راه‌اندازی تشکیلات جدید تولید خودرو در کاشان مدل هاچ‌بک پراید را با تغییرات اندکی در چراغ‌های جلو و عقب و تغییر فرم شیشه عقب به روانهٔ بازار کرد. در ابتدای تولید برای این خودرو نام مروارید انتخاب شد که سپس به سایپا ۱۱۱ تغییر نام داد. تولید این مدل در اوایل سال ۹۹ متوقف شد. این خودرو در تونس توسط والیس‌کار و با نام والیس ۶۱۹ تولید و عرضه می‌شود.

### سایپا ۱۳۱

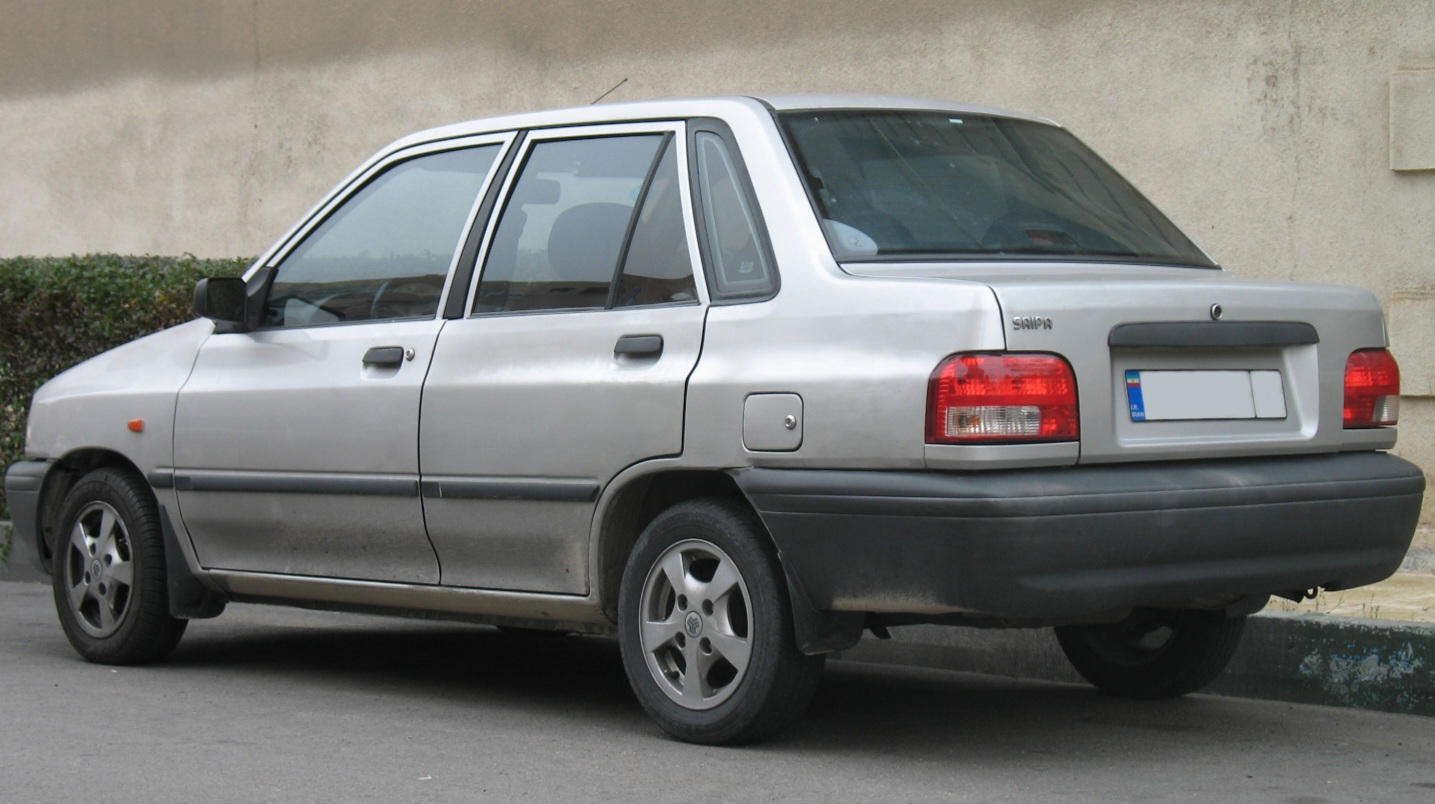
سایپا ۱۳۱

در واقع همان پراید صبا است که طی پروژه X100 در سال ۱۳۸۹ پس از تغییر طراحی داشبورد و گرافیک جدید داخل چراغ‌های جلو و عقب و سپر جلو به این عدد سه رقمی تغییر نام داد. از امکانات برتر ۱۳۱ نسبت به پراید صبا می‌توان به ۲ کیسه هوا، ترمز ضد قفل، فرمان هیدرولیک، تنظیم ارتفاع چراغ جلو و کریستالی شدن چراغ‌ها اشاره کرد. ارزان‌سازی‌هایی که بر روی این خودرو انجام شد (مدل ۹۴ تا ۹۹) (حذف سیستم صوتی، حذف لچکی روی ستون‌های عقب) کمی عجیب به نظر می‌رسید و موج اعتراض مشتریان و رسانه‌ها را در پی داشت. تولید این خودرو در مرداد ۱۳۹۹ متوقف شد.

### سایپا ۱۳۲

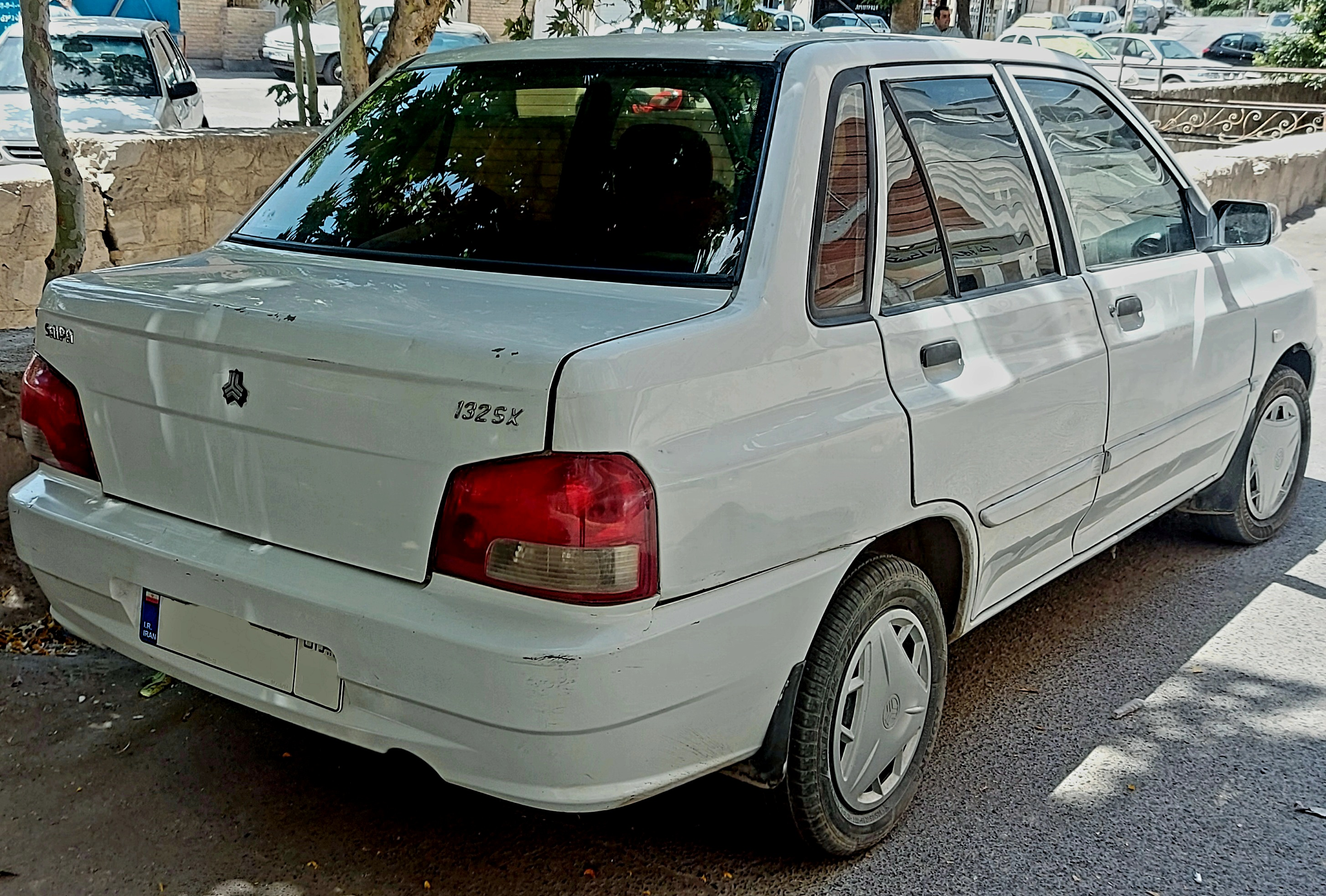
سایپا ۱۳۲

سایپا ۱۳۲ فیس‌لیفتی از پراید صبا است که در سال ۱۳۸۶ عرضه شد. این خودرو در حقیقت نسخه سدان پراید ۱۱۱ است. ۱۳۲ از لحاظ فنی مانند دیگر نسخه‌های پراید از همان موتور و گیربکس بهره می‌برد. سپر و زه‌های همرنگ بدنه، چراغ‌های هالوژنی جلو با قابلیت تنظیم ارتفاع، کیسهٔ هوا برای سرنشینان جلو، سیستم صوتی سی دی خور با قابلیت پشتیبانی از USB، فرمان هیدرولیک، قفل مرکزی، ایموبلایزر (سیستم ضد سرقت) و ترمز ABS از امکانات رفاهی و ایمنی این خودرو (در نمونه کامل) می‌باشند. تولید این خودرو در اواخر سال ۹۸ متوقف شد.

### سایپا ۱۴۱

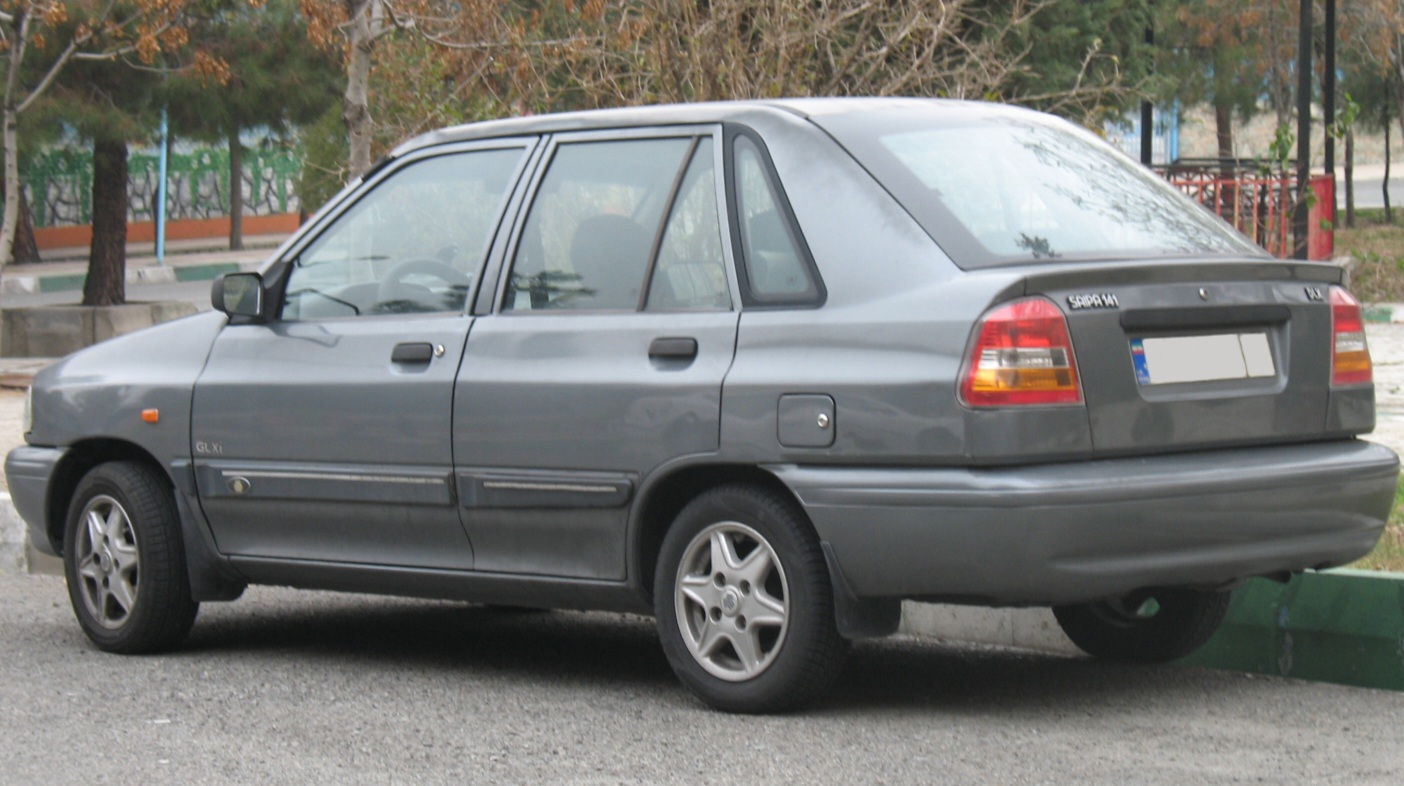
سایپا ۱۴۱

پراید ۱۴۱ در واقع مدل لیفت‌بک سایپا ۱۳۱ یا در واقع همان سایپا صبا است که در طراحی آن فرم لیفت‌بک نسل دوم فورد فستیوا مدنظر طراحان بوده است. این تغییر در طراحی در دورانی انجام گرفت که بازار خودروی ایران از نظر تنوع مدل‌های عرضه شده بسیار فقیر بود و ساپیا نیز تبلیغات بسیاری در زمینه ۱۴۱ به راه انداخت. با وجود طرح متفاوت نسبت به مدل‌های سدان، به‌دلیل استقبال پایین بازار این خودرو همواره نسبت به سایر پرایدها با قیمت پایین‌تر عرضه می‌شد تا بتواند نظر مشتریان را به سوی خود جلب کند. تولید این مدل در سال ۱۳۹۳ متوقف شده است.
سایپا ۱۴۱ در کشور ونزوئلا تحت نام تروپیال (پرنده ملی ونزوئلا) فروخته می‌شد. قرار بود این خودرو ۹۲ درصد بازار ونزوئلا را در دست بگیرد، اما این موضوع محقق نشد و در سال تنها حدود ۲۰۰۰ دستگاه از این خودرو در ونزوئلا تولید می‌شد.

### سایپا ۱۵۱

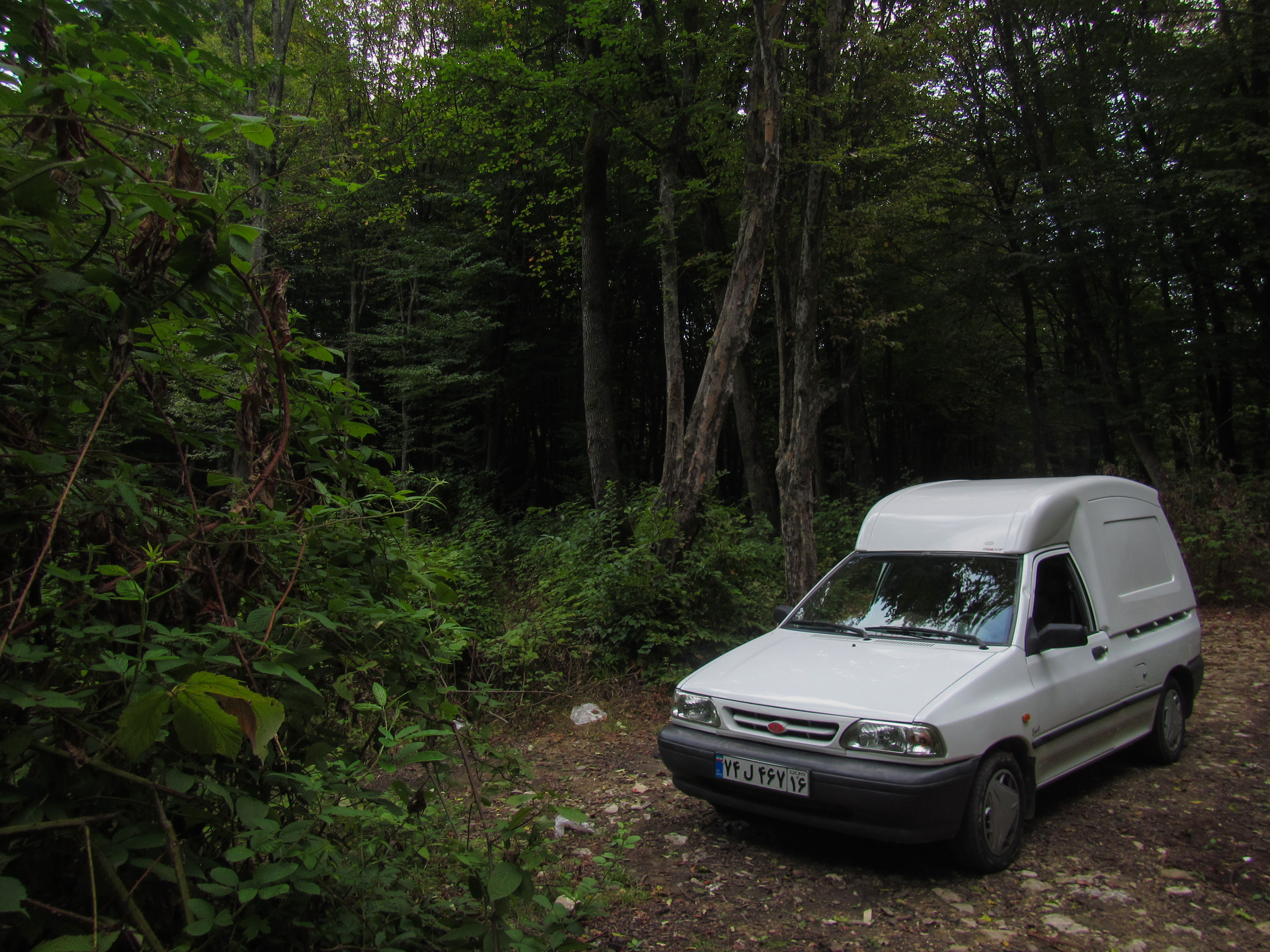
سایپا ۱۵۱

سایپا ۱۵۱ (سایپا کارا) مدل وانت پراید است که ۹۰۰ کیلوگرم وزن و توانایی حمل ۵۰۰ کیلوگرم بار دارد. سایپا در ۲۰ اسفند ۱۳۹۱ از این خودرو رونمایی کرد. در این مدل به دلیل کاربری متفاوت نسبت به دیگر مدل‌ها تغییراتی در فنربندی عقب و دیسک‌های ترمز صورت گرفته است. در بهمن ۱۳۹۸، تولید یک مدل جدید از این خودرو با نام سایپا ۱۵۱ آپشنال آغاز شد. که تفاوت‌های آن نسبت به سایپا ۱۵۱ معمولی در نمایشگر ۷ اینچی، دوربین دنده عقب، کف‌پوش ۳ بعدی، دزدگیر، سنسور پارک عقب، آینه‌بغل‌های برقی و راهنما دار خلاصه می‌شود. این خودرو در تونس توسط والیس‌کار و با نام والیس ۲۱۶ تولید و عرضه می‌شود.

## ویژگی‌های فنی
مزدا خالق موتورهای پراید یا همان مزدا ۱۲۱ است. این شرکت یکی از قوی‌ترین شرکت‌های دنیا در زمینه طراحی موتور است. موتورهای سری B مزدا هم در چندین مدل و از حجم ۱٫۱ لیتری تا ۱٫۸ لیتری و از بازه قدرتی ۵۰ تا ۲۱۰ اسب بخاری را شامل می‌شود؛ البته مزدا ۱۲۱ مشابه پراید تنها از دو نمونه ۱٫۱ لیتری با نام B1 و ۱٫۳ لیتری با نام B3 استفاده کرده است. پرایدهای تولیدی در ایران از موتور B3 استفاده می‌کنند؛ ولی بیشتر موتورهای نسل B که در مدل‌های دیگر مزدا استفاده شده قابلیت نصب روی پراید ایرانی را هم دارد. قطر سیلندر این موتور ۷۱ میلی‌متر و کورس پیستون آن ۸۳٫۶ میلی‌متر است. این پیشرانه از نوع چهارسیلندر خطی با ۸ سوپاپ است و سیستم سوپاپ آن از نوع SOHC یا میل‌سوپاپ بالا است. موتور B3 در ابتدا کاربراتوری بود اما با اجباری شدن قوانین آلایندگی یورو ۲ در ایران، از سال ۱۳۸۳ سایپا سیستم سوخت‌رسانی موتور پراید را از کاربراتور به انژکتور تغییر داد. شرکت‌های مختلفی مانند زیمنس و ساژم در انژکتوری شدن پراید نقش داشتنند.
در سال ۱۳۹۰ سایپا نسخه‌ای ارتقایافته از موتور B3 مزدا را با نام hp+ برای پراید عرضه کرد. در این موتور با انجام تغییرات مختصر فنی، همچون بازنگری در طراحی منیفولد ورودی، سیستم سوخت‌رسانی و سرسیلندر، قدرت خروجی موتور در حدود ۴ اسب بخار افزایش داده شده است و از ۶۳ اسب بخار به ۶۷ اسب بخار در ۵٬۵۰۰ دور در دقیقه رسیده است. در سال ۱۳۹۳ و با اجباری شدن استاندارد آلایندگی یورو ۴، سایپا دوباره دستی به روی موتور پراید کشید و ارتقاهای دیگری مثل افزایش نسبت تراکم در این موتور صورت گرفت و خروجی آن به ۷۱ اسب بخار قدرت در ۵٬۵۰۰ دور در دقیقه و گشتاور ۱۰۸ نیوتن متر در ۲٬۸۰۰ دور در دقیقه رسید. این موتور با کد M13 GS شناخته می‌شود.

## تیپ‌ها
خودروهای گروه X100 سایپا (پرایدهای تقویت‌شده به لحاظ فنی و بدنه) از سال ۱۳۹۰ و بر اساس میزان امکانات در ۵ تیپ ST ,LX ,SL ,SX و EX عرضه می‌شدند، اما پس از الزامی شدن نصب ترمز ABS (ضد قفل) بر روی خودروها، عرضه تیپ‌های ST و LX پراید که فاقد ترمز ABS بودند، از سال ۱۳۹۱ متوقف شد.
در ادامه برنامه ایمن‌سازی خودروهای داخلی بر اساس مصوبه هیئت دولت، پلیس راهنمایی و رانندگی از آغاز سال ۱۳۹۲ خودروسازان را ملزم به نصب یک ایربگ (کیسه هوا) بر روی خودروهای تولیدی کرد و بر این اساس تولید تیپ‌های SL و SX که فاقد ایربگ بودند نیز متوقف شد و حتی پرایدهای بدون ایربگی که موعد تحویلشان خرداد ۱۳۹۲ بود هم با مدل سال ۱۳۹۱ به مشتریان تحویل داده شد و مدل سال ۱۳۹۲ فقط برای تیپ‌های LE و EX که دارای ایربگ راننده بودند، ارائه شد.
سایپا در سال ۱۳۹۲ تولید پراید در تیپ SE را گسترش داد که علاوه بر ترمز ABS و ایربگ راننده، مجهز به ایربگ سرنشین، فرمان هیدرولیک و جعبه فرمان تقویت‌شده و دارای کاتالیست و استاندارد آلایندگی یورو ۴ بود و در حال حاضر بالاترین تیپ پراید در همه مدل‌های آن محسوب می‌شود. اما در سال ۱۳۹۳ علاوه بر تولید تیپ SE، تیپ TL با قیمت کمتر نیز روانه بازار شد که آن هم دو ایربگ و استاندارد آلایندگی یورو ۴ دارد اما فاقد فرمان هیدرولیک است.
| تیپ‌های پراید   | تیپ‌های پراید | تیپ‌های پراید | تیپ‌های پراید | تیپ‌های پراید | تیپ‌های پراید | تیپ‌های پراید | تیپ‌های پراید | تیپ‌های پراید |
| تیپ            | اس‌تی ST      | ال‌ایکس LX    | اس‌ال SL      | اس‌ایکس SX    | ال‌ئی LE      | ئی‌ایکس EX    | تی‌ال TL      | اس‌ئی SE      |
| فرمان هیدرولیک | ✗            | ✓            | ✗            | ✓            | ✗            | ✓            | ✗            | ✓            |
| ترمز ABS       | ✗            | ✗            | ✓            | ✓            | ✓            | ✓            | ✓            | ✓            |
| ایربگ راننده   | ✗            | ✗            | ✗            | ✗            | ✓            | ✓            | ✓            | ✓            |
| ایربگ سرنشین   | ✗            | ✗            | ✗            | ✗            | ✗            | ✗            | ✓            | ✓            |
| -------------- | ------------ | ------------ | ------------ | ------------ | ------------ | ------------ | ------------ | ------------ |

## ایمنی
نسخه ۲۰۰۸ رتبه‌بندی ایمنی خودروهای کارکرده دانشگاه موناش (UCSR)، نشان داد که نسل اول فورد فستیوا سطح ایمنی «بدتر از حد متوسط» (دو ستاره از پنج ستاره) را در صورت تصادف، در مقایسه با دیگر «خودروهای سبک» دارد.
رئیس سازمان پزشکی قانونی پراید را رکورددار وسایل نقلیه در کشته شدن ایرانیان در سال ۹۲ عنوان کرد و افزود: «در سال گذشته متأسفانه ۲ هزار و ۴۵۴ نفر به دلیل وقوع تصادف خودروی پراید جان خود را از دست دادند که این مسئله باعث شد تا ۱۳٫۶ درصد از تصادفات منجر به مرگ به این خودرو اختصاص یابد.»

## توقف تولید
وزارت صنعت در سال ۱۳۹۶ اعلام کرد که تولید پراید در سال ۱۳۹۷ متوقف می‌شود و در راستای آغاز فرایند توقف تولید پراید، تولید سایپا ۱۱۱ در شهریور سال ۱۳۹۶ متوقف شد. البته این توقف تولید تنها یک ماه دوام آورد و شرکت سایپا با انتقال خطوط تولید از کاشان به تهران تولید این خودرو را از سر گرفت.
در آبان ماه ۱۳۹۸، رئیس سایپا اعلام کرد که روند توقف تولید پراید از بهمن ۹۷ آغاز شده است و در تیرماه ۹۹ این خودرو به‌طور کامل از رده خارج می‌شود. براین اساس تولید سایپا ۱۳۲ در دی‌ماه ۹۸، سایپا ۱۱۱ در اردیبهشت ۹۹ و سایپا ۱۳۱ در مرداد ۹۹ به پایان رسید. اما مدل وانت همچنان تولید می‌شود. خودروهای تیبا، کوییک و ساینا جایگزین پراید خواهند شد. همچنین تجهیزات و خطوط تولید پراید به کشورهای مقصد صادراتی انتقال خواهد یافت.